# 多夫格-卡盧西克
48°59′17″N 24°17′58″E / 48.98806°N 24.29944°E
多夫格-卡盧西克（烏克蘭語：Довге-Калуське），是烏克蘭的村落，位於該國西部伊萬諾-弗蘭科夫斯克州，由卡盧什區負責管轄，始建於1287年，面積5.96平方公里，海拔高度300米，2001年人口872。